# Два долари США
Два долари США — банкнота США. На лицьовій стороні зображений Томас Джефферсон, на звороті — репродукція картини Джона Трамбулла «Декларація незалежності».
Виробництво купюри було припинено в 1966 році, проте за 10 років із нагоди святкування двохсотріччя незалежності США відновлено. У XXI столітті нові екземпляри практично не створюються (близько 1 % всіх випущених банкнот), відповідно її рідко можна побачити у використанні. Це породило міф про те, що дводоларові купюри вивели з обігу, що спричиняє проблеми для людей, які хочуть ними розрахуватися.
Рідкість можна пояснити тим, що випуск 1976 року був незвично сприйнятий населенням (навіть став предметом колекціонування) і не був затребуваний в грошових операціях. До серпня 1996 року, коли випустили нову серію, ці банкноти вже майже зникли.

## Галерея

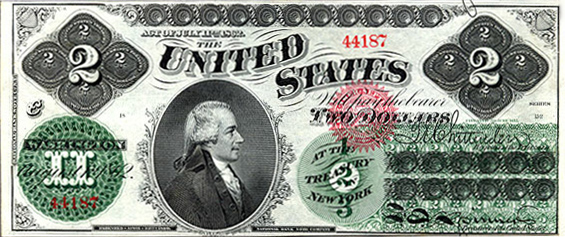
2 долари 1862 року
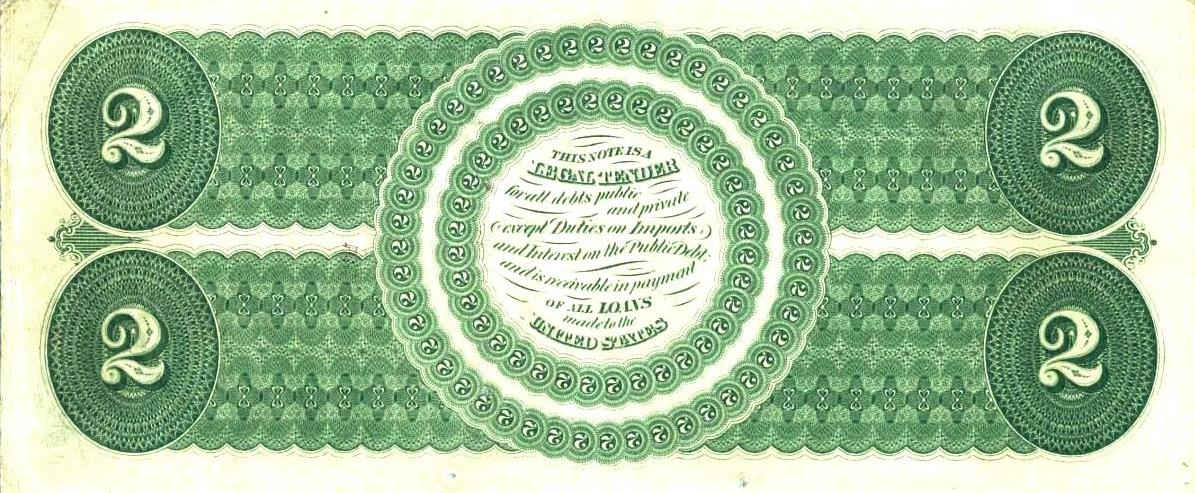
2 долари 1862 року (реверс)
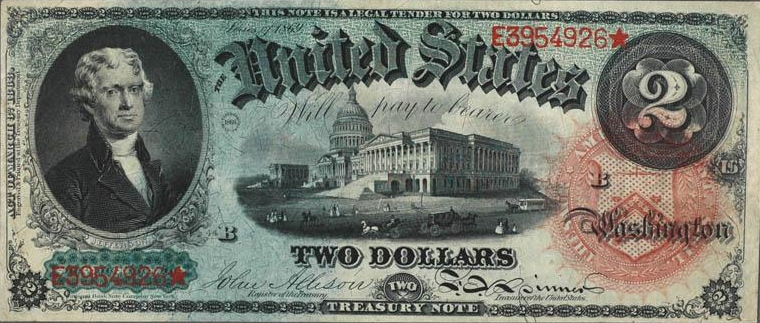
2 долари 1869 року
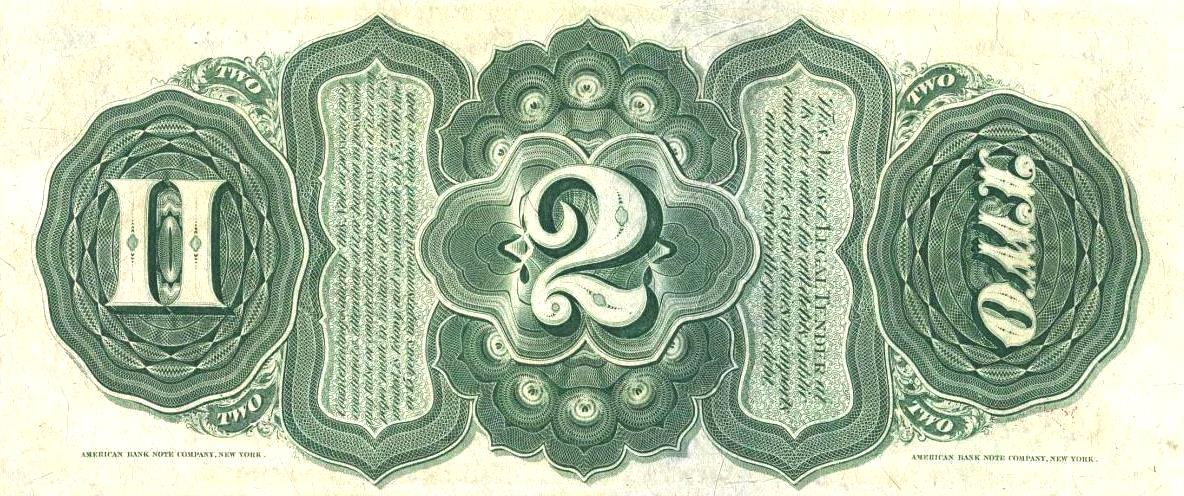
2 долари 1869 року (реверс)
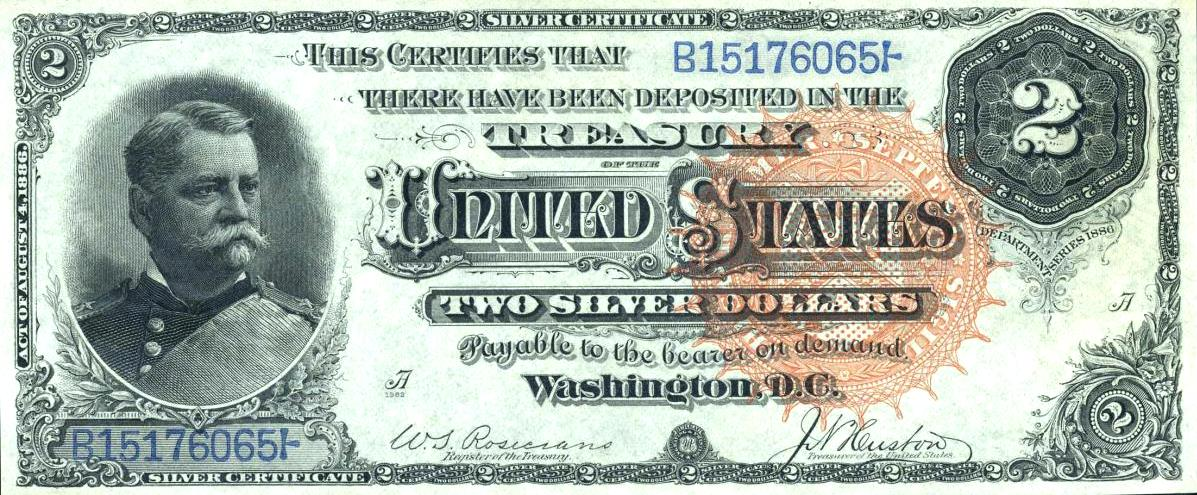
2 долари 1886 року
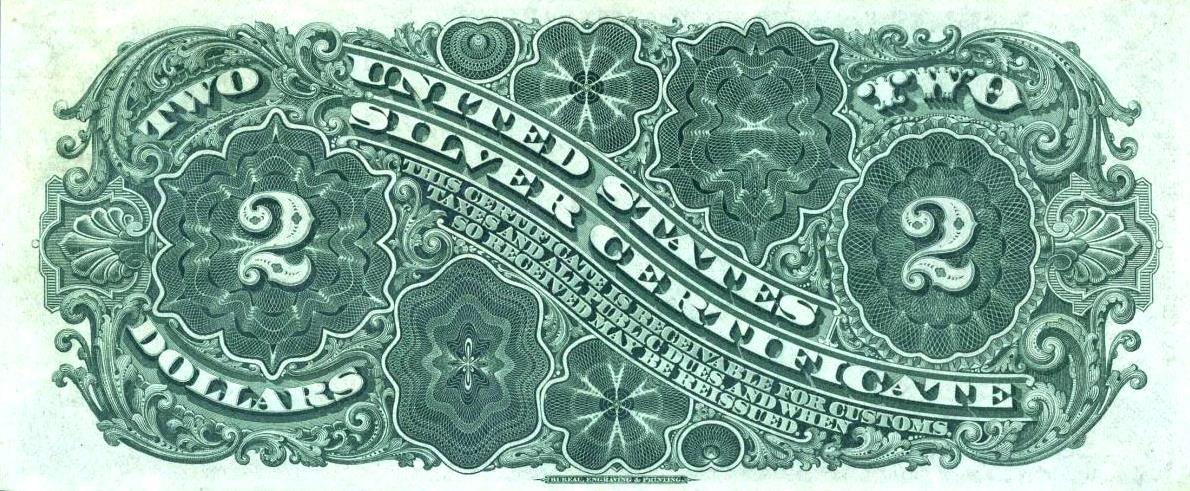
2 долари 1886 року (реверс)
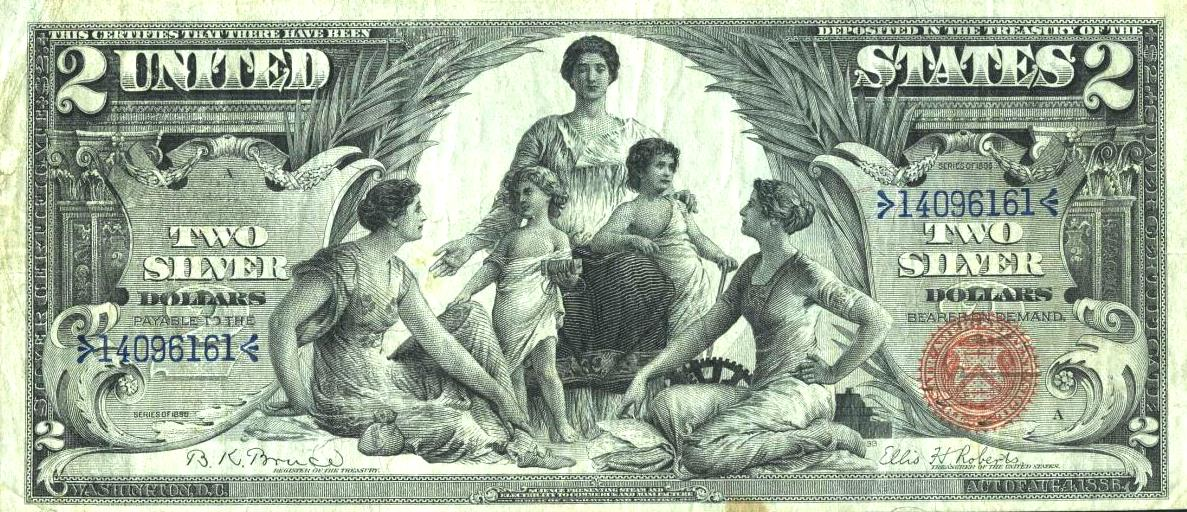
2 долари 1896 року
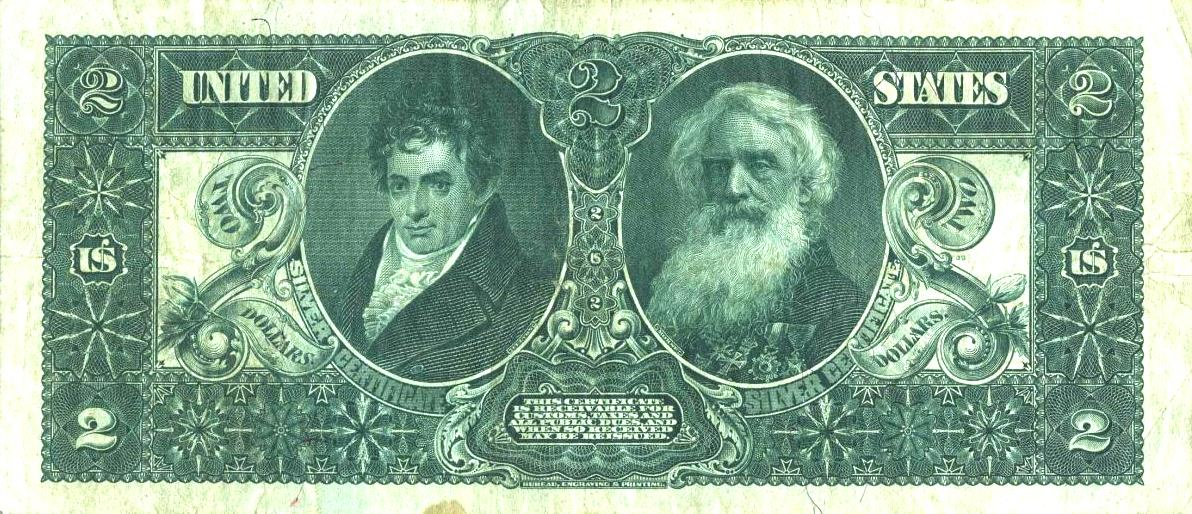
2 долари 1896 року (реверс)
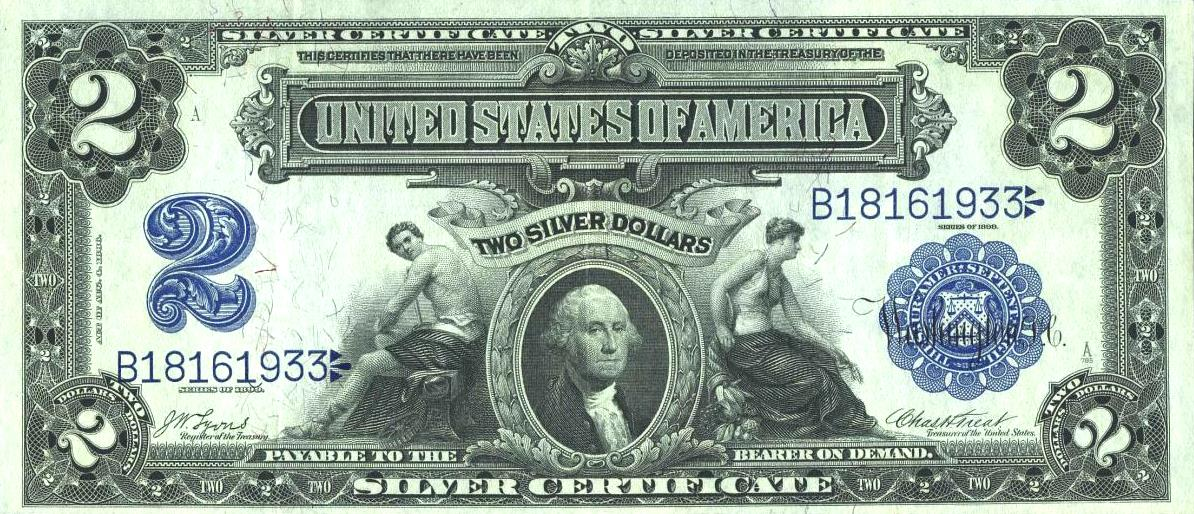
2 долари 1899 року
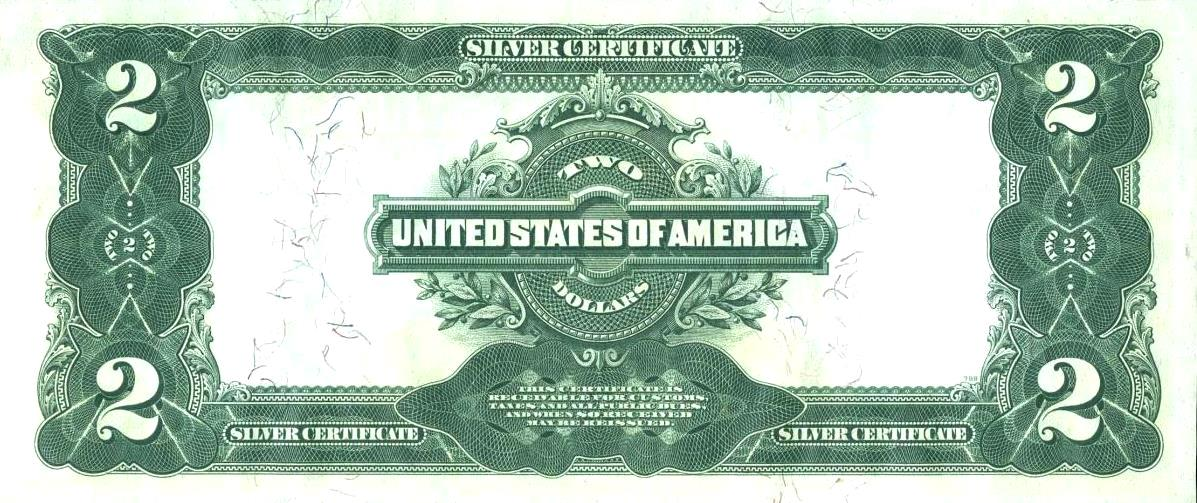
2 долари 1899 року (реверс)
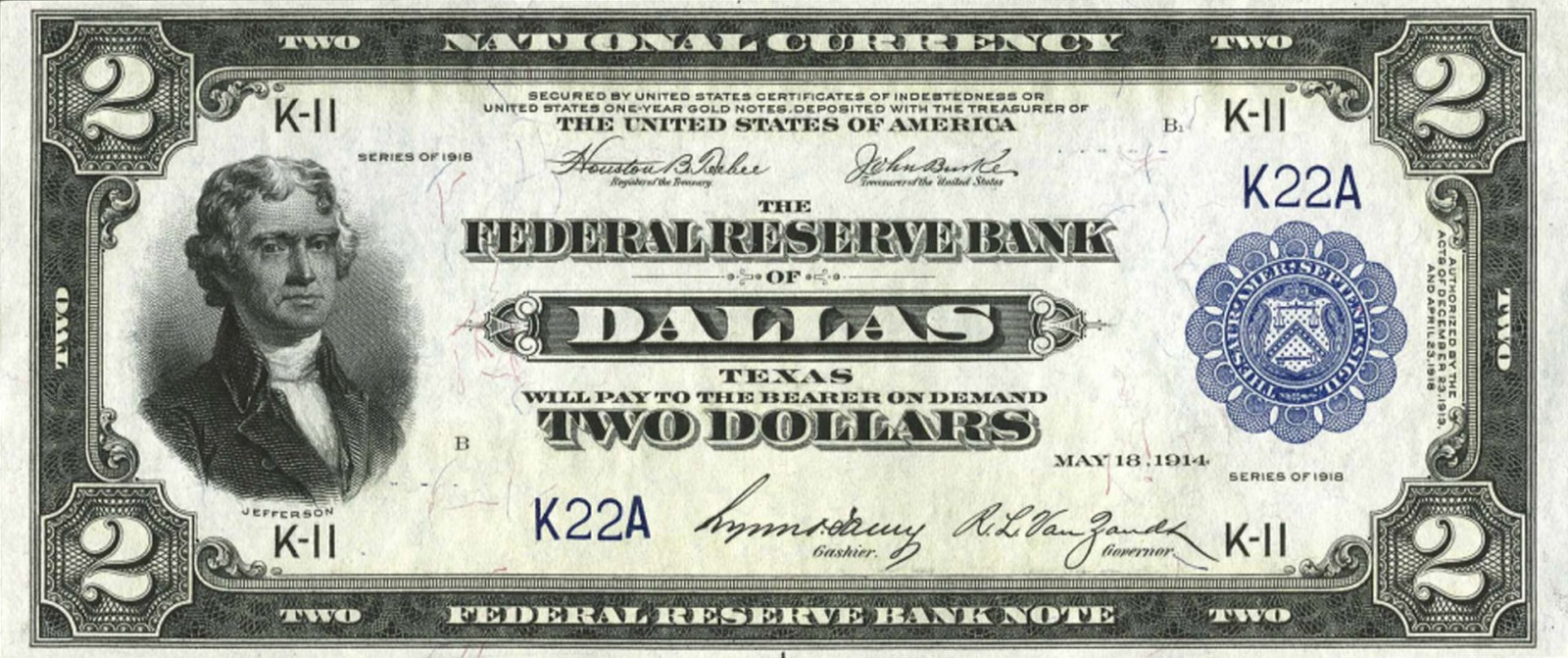
2 долари 1918 року
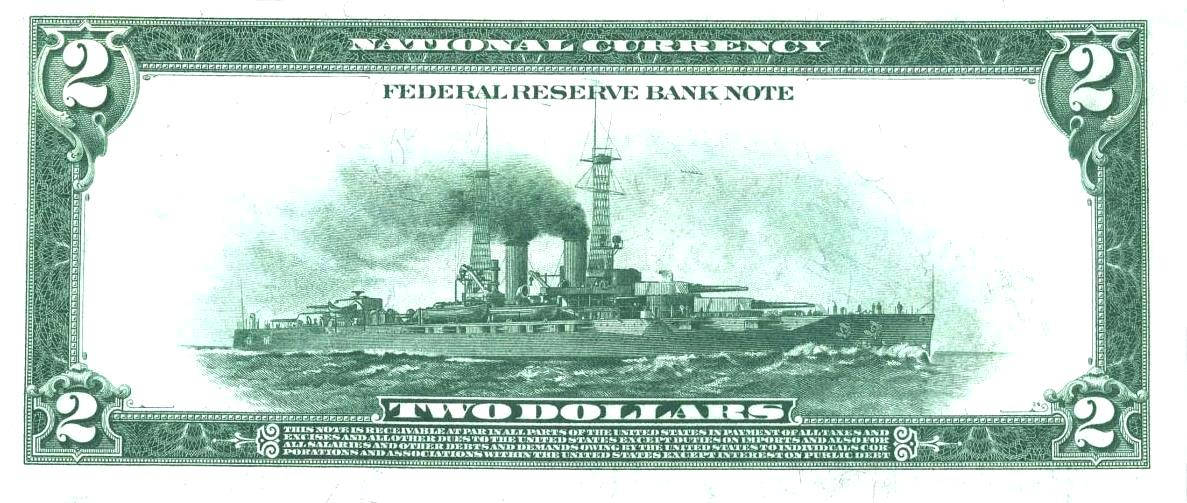
2 долари 1918 року (реверс)
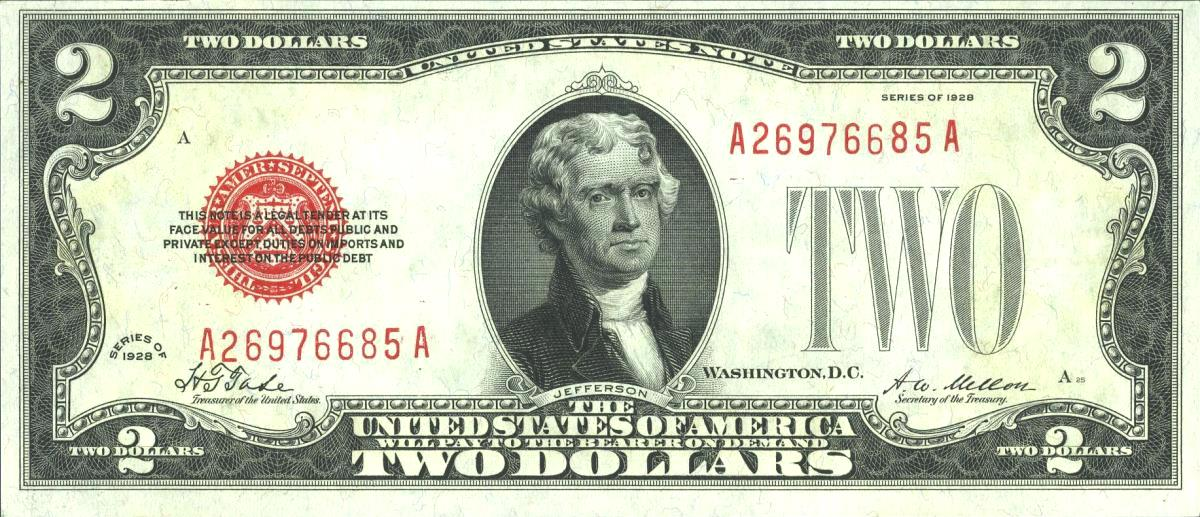
2 долари 1928 року
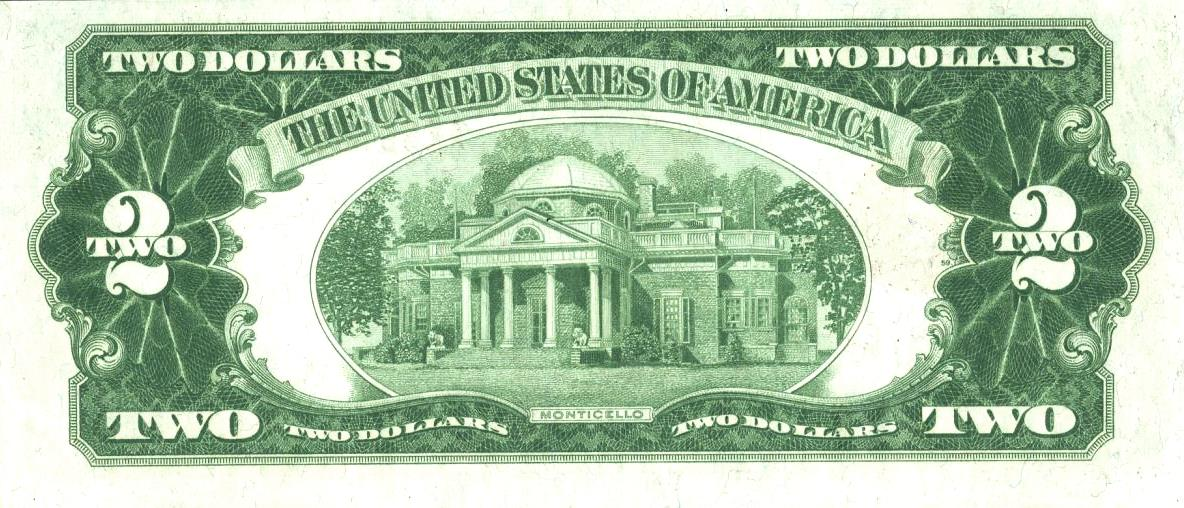
2 долари 1928 року (реверс)
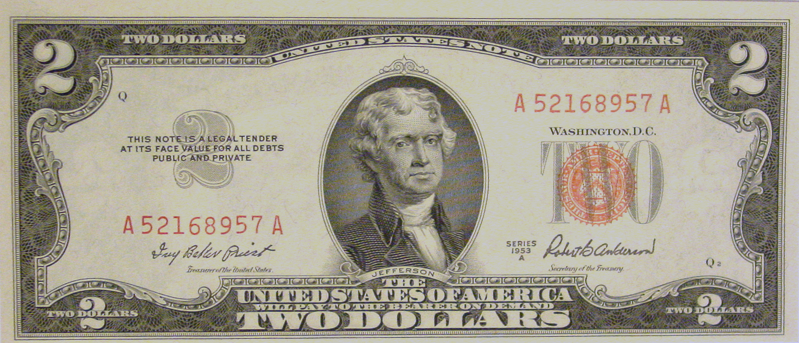
2 долари 1953 року
2 долари 1995 року2 долари 1995 року
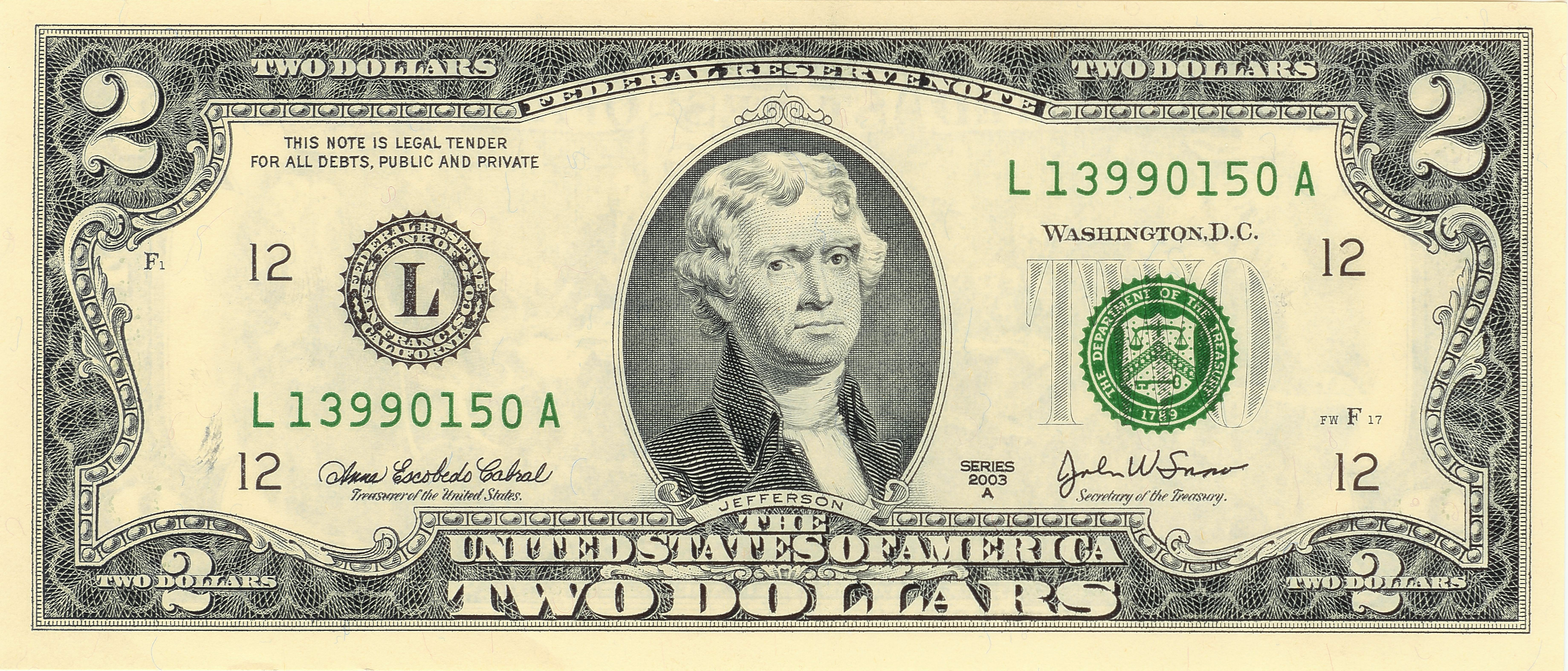
2 долари 2003 року